# Asynapta northi
Asynapta northi är en tvåvingeart som beskrevs av Spungis 2006. Asynapta northi ingår i släktet Asynapta och familjen gallmyggor.
Artens utbredningsområde är Seychellerna. Inga underarter finns listade i Catalogue of Life.